# Санта Елена Дос, Сан Хосесито (Окампо)
Санта Елена Дос, Сан Хосесито (шп. Santa Elena Dos, San Josecito) насеље је у Мексику у савезној држави Коавила у општини Окампо. Насеље се налази на надморској висини од 1085 м.

## Становништво
Према подацима из 2010. године у насељу је живело 6 становника.

### Хронологија
| Година       | 2000         | 2005       | 2010 |
| ------------ | ------------ | ---------- | ---- |
| Становништво | 24 (14 / 10) | 11 (7 / 4) | 6    |

### Попис
| # | Индикатор                     | Вредност |
| - | ----------------------------- | -------- |
| 1 | Укупно домаћинстава           | 8        |
| 2 | Укупно насељених домаћинстава | 2        |
| 3 | Величина локације             | 1        |